# Kamiesberg
Kamiesberg es un municipio local sudafricano situado en el distrito de Namakwa, en la provincia de Cabo Septentrional.

## Superficie
Kamiesberg tiene una superficie de 14 208 km².

## Demografía
En 2022, tenía 15 130 habitantes, una densidad poblacional de 1,06 hab./km², y 3576 viviendas.